# Capitaine Massacrabord
Capitaine Massacrabord (Captain Slaughterboard Drops Anchor en version originale, soit « Capitaine Slaughterboard jette l’ancre ») est un album illustré jeunesse d'aventure écrit et illustré par l'auteur britannique Mervyn Peake et publié par Country Life (en) en 1939. Teinté d'humour noir et loufoque, il raconte l'amitié entre un pirate et une créature jaune,.  

## Résumé
L'histoire commence en évoquant les exploits nautiques du sanguinaire capitaine Massacrabord et de son équipage turbulent, à bord de leur navire The Black Tiger. Parmi ses compagnons, citons le maître d’équipage Billy Bouteille, l’élégant Timothée Tic, le cuistot au nez en bouchon Pierre Pont ou encore, Gary Garrot à la vigie. Après quelques aventures, ils découvrent sous les tropiques une île rose, peuplée d'étranges créatures. Ils en capturent une, un petit être humanoïde, appelé uniquement la créature jaune, avec qui le capitaine développe une amitié. Au fil des mésaventures, son fidèle équipage se réduit progressivement. Le livre se termine avec la créature jaune et le capitaine qui abandonne la piraterie pour pêcher sur l'île rose,.

## Analyse
Le livre se distingue par le style poétique de Peake et ses belles illustrations des nombreuses bêtes fantastiques de l'île.